# Salmophasia phulo
Salmophasia phulo är en fiskart som först beskrevs av Hamilton 1822.  Salmophasia phulo ingår i släktet Salmophasia och familjen karpfiskar. IUCN kategoriserar arten globalt som livskraftig. Inga underarter finns listade i Catalogue of Life.